# Голиков, Валерий Платонович
Вале́рий Плато́нович Го́ликов (р. 19 ноября 1938) — советский и российский биофизик и биохимик. Эксперт в области исторических и традиционных технологий.
Руководитель сектора исследований исторических и традиционных технологий Российского научно-исследовательского института культурного и природного наследия имени Д. С. Лихачёва (c 1992).
Кандидат биологических наук (1969).

## Биография
Родился 19 ноября 1938 года.
В 1964 году окончил кафедру биофизики биологического факультета Московского государственного университета имени М. В. Ломоносова. В 1969 году защитил диссертацию на соискание учёной степени кандидата биологических наук.
В 1975—1992 годах работал научным сотрудником физико-химической лаборатории Всесоюзного научно-исследовательского института реставрации (ВНИИ реставрации).
С 1992 года — руководитель сектора исследований исторических и традиционных технологий вновь созданного Российского научно-исследовательского института культурного и природного наследия имени Д. С. Лихачёва (Института Наследия).
Читает в Российском государственном гуманитарном университете курсы «Исторические технологии в материальной культуре и искусстве», «Технология декорирования предметов декоративно прикладного искусства из дерева».
Автор более 70 публикаций.

## Награды и премии
- Премия в области реставрации музейных предметов и коллекций (за проект «Исследование и реставрация золотоордынского халата XIII века»; один из авторов)[1]

### Монографии
- Исследование уникальных археологических памятников из собрания государственного исторического музея — комплексов одежд XIII—XIV вв.. — М., 2001.
- Исследование уникальных археологических памятников из собрания государственного исторического музея — комплексов одежд XIII—XIV вв. — 2-е изд. — М., 2002.

### Статьи
- Голиков В. П., Лантратова О. Б. Методы анализа погребального инвентаря и результаты комплексного исследования материалов, найденных в погребениях Некрополя Вознесенского монастыря Московского Кремля // Некрополь русских княгинь и цариц в Вознесенском монастыре Московского Кремля. Материалы исследований в 4-х томах. Т. 1. История усыпальницы и методика исследования захоронений. — М.: Государственный историко-культурный музей- заповедник «Московский Кремль», 2009. — С. 246—302.